# Frankrijk op het Eurovisiesongfestival 1976
Frankrijk deed in 1976 voor de twintigste keer mee aan het Eurovisiesongfestival. In de Nederlandse stad Den Haag werd het land op 3 april vertegenwoordigd door Catherine Ferry met het lied '"Un, deux, trois". Ferry eindigde met 147 punten op de tweede plaats, achter de Britse band Brotherhood of Man.

## Nationale voorselectie
Zender TF1 hield twee halve finales gevolgd door een finale op 29 februari.

### Halve finales
In elke halve finale deden zeven liedjes mee, waarvan er drie naar de finale gingen. De liedjes werden gekozen via televoting.

#### Halve finale 1
| Startplaats | Artiest           | Lied                        | Punten | Plaats |
| ----------- | ----------------- | --------------------------- | ------ | ------ |
| 1           | Christian Gaubert | "Ophélie"                   | 2354   | 6      |
| 2           | Sabrina Lory      | "Pourquoi"                  | 3457   | 5      |
| 3           | Harmony 5         | "Ne dis pas que tu m'aimes" | 4474   | 2      |
| 4           | Christopher Laird | "Vivre une page d'amour"    | 1911   | 7      |
| 5           | Christian Borel   | "Les chevaux de l'automne"  | 4109   | 4      |
| 6           | Catherine Ferry   | "Un, deux, trois"           | 4776   | 1      |
| 7           | Caroline Verdi    | "Aimer quelq'un d'heureux"  | 4263   | 3      |

#### Halve finale 2
| Startplaats | Artiest          | Lied                      | Punten | Plaats |
| ----------- | ---------------- | ------------------------- | ------ | ------ |
| 1           | Karine Day       | "Ça ne fait rien"         | 3639   | 5      |
| 2           | Isabelle Aubret  | "Je te connais déjà"      | 3345   | 6      |
| 3           | Jean Guidoni     | "Marie-Valentine"         | 4336   | 2      |
| 4           | Laurence Cartier | "Si tu penses à l'amour"  | 3876   | 3      |
| 5           | Evelyne Geller   | "Quelqu'un dans ma vie"   | 4394   | 1      |
| 6           | Les Troubadours  | "Trois petits soldats"    | 3264   | 7      |
| 7           | Edwige           | "Énergie, lumière, amour" | 3724   | 4      |

#### Finale
De finale vond plaats op 29 februari, het werd gepresenteerd door Evelyn Leclercq, Enrico Msias en Demis Roussos. Ook hier werd de winnaar via televoting gekozen.
| Startplaats | Artiest          | Lied                        | Punten | Plaats |
| ----------- | ---------------- | --------------------------- | ------ | ------ |
| 1           | Harmony 5        | "Ne dis pas que tu m'aimes" | 4014   | 3      |
| 2           | Catherine Ferry  | "Un, deux, trois"           | 6348   | 1      |
| 3           | Caroline Verdi   | "Aimer quelqu'un d'heureux" | 2036   | 4      |
| 4           | Jean Guidoni     | "Marie-Valentine"           | 5482   | 2      |
| 5           | Laurence Cartier | "Si tu penses à l'amour"    | 1949   | 5      |
| 6           | Evelyne Geller   | "Quelqu'un dans ma vie"     | 1644   | 6      |

## In Den Haag
In Den Haag moet Frankrijk optreden als 17de, net na Monaco en voor Joegoslavië. Op het einde van de puntentelling werd duidelijk dat Frankrijk net naast de overwinning had gegrepen met 147 punten, 17 punten dan winnaar Verenigd Koninkrijk.

### Gekregen punten
Frankrijk kreeg het maximaal aantal punten van 5 landen. Van Nederland ontving het twaalf punten en van België tien.

#### Finale
| 12 punten                                                   | 10 punten                                   | 8 punten                          | 7 punten  | 6 punten |
| ----------------------------------------------------------- | ------------------------------------------- | --------------------------------- | --------- | -------- |
| - Duitsland - Monaco - Nederland - Oostenrijk - Joegoslavië | - België - Luxemburg - Zwitserland - Spanje | - Noorwegen - Verenigd Koninkrijk | - Ierland | - Italië |
| 5 punten                                                    | 4 punten                                    | 3 punten                          | 2 punten  | 1 punt   |
| - Griekenland - Israël - Portugal                           |                                             | - Finland                         |           |          |

### Punten gegeven door Frankrijk

#### Finale
Punten gegeven in de finale:
| 12 punten | Portugal            |
| 10 punten | Italië              |
| 8 punten  | Griekenland         |
| 7 punten  | Verenigd Koninkrijk |
| 6 punten  | Zwitserland         |
| 5 punten  | België              |
| 4 punten  | Joegoslavië         |
| 3 punten  | Ierland             |
| 2 punten  | Duitsland           |
| 1 punt    | Spanje              |